# Hetty Marchand-Monasch
Hetty Lisbeth Marchand-Monasch (Rotterdam, 18 april 1914 - Hadar Am, 12 april 2007) was een Nederlandse verzetsstrijder in de Tweede Wereldoorlog. Ze was actief voor de verzetsgroep van Herman Troeder.

## Levensloop
Hetty Monasch was de dochter van Eliazer Monasch (1871-1944) en Sientje Gast (1877-1944). Haar vader was eigenaar van een klokkenwinkel in de Kipstraat in Rotterdam (de winkel werd tijdens het bombardement van Rotterdam vernietigd). Monasch volgde de hbs en vond daarna werk als secretaresse bij de KLM. In haar vrije tijd was ze actief bij de Joodse Jeugdfederatie en later bij de zionistische studentenorganisatie Gesher. Via de Amsterdamse Bridge Club leerde Monasch Ted Marchand kennen, met wie ze in januari 1940 in het huwelijk trad.
Ted en Hetty Marchand doken in juli 1942 onder omdat ze vanwege hun Joodse afkomst gevaar liepen. Hun eerste onderduikadres was in Bovenkerk. Daarna volgde onder andere adressen in Epe, Hilversum en Laren. Zij had een persoonsbewijs met de naam Hetty Lisbeth van Roon. Ted en Hetty raakten in Laren betrokken bij de verzetsgroep van de Joodse Herman Troeder en Jan Bartelsman. De groep werd gefinancierd door de zakenman Sam van Perlstein. Het verzetswerk van Marchand bestond onder andere uit koeriersdiensten, het helpen van Joodse onderduikers en het ariseren van Joden (met al dan niet vervalste afstammingspapieren de niet-Joodse achtergrond aantonen van personen die als Joods geregistreerd stonden).  Zo bracht zij meerdere keren een pistool over naar Helena Kuipers-Rietberg in Winterswijk (Kuipers-Rietberg was de oprichtster van de Landelijke Organisatie voor Hulp aan Onderduikers).
Het gezin waarin Marchand-Monasch was opgegroeid werd hard getroffen door de Duitse bezetter. Haar ouders zaten ondergedoken in Den Dolder, maar werden gepakt en kwamen om in Auschwitz. Haar broer Louis zat aanvankelijk ondergedoken, maar hield het niet en besloot dat het beter was om zich te melden. Hij overleed vrij snel na zijn aankomst in Polen. Haar zus Helena onderging onderging hetzelfde lot. Van het gezin overleefde, naast Marchand-Monasch, alleen haar tweede zus Betty Monasch de oorlog.
Ted Marchand viel in september 1943 ook in handen van de Duiters en kwam via Kamp Vught en Kamp Westerbork in Auschwitz terecht. Via een Nederlandse - niet-Joodse - kantoorbediende kon hij zes keer een brief sturen naar zijn vrouw in Nederland. Na de arrestatie van haar man week Marchand-Monasch tijdelijk uit naar Soest. Nadat ze haar schoonvader veilig had ondergebracht in het Friese Abbega keerde ze terug naar Laren, waar ze een betrekking vond als dienstmeisje in een pension.
In de tweede helft van 1944 werd Marchand-Monasch weer actief bij de verzetsgroep van Troeder. Haar belangrijkste werk was het bedienen van een illegale telefooncentrale. Tijdens de hongerwinter reisde Marchand-Monasch op de fiets naar Friesland om voldoende eten bij elkaar te krijgen. Kort na de bevrijding ontving ze bericht dat haar man de Duitse concentratiekampen had overleefd, zij het ter nauwer nood. Het echtpaar woonde na hun hereniging nog twee jaar in Nederland. In 1947 emigreerden ze met hun pasgeboren zoon naar Palestina, waar Marchand-Monasch nog een tweede zoon kreeg. Ze woonde tot haar dood in 2007 in Israël.